# Boeing XF8B-1
De Boeing XF8B-1 (Model 400) is het laatste met een zuigermotor uitgeruste gevechtsvliegtuig dat de firma Boeing bouwde voor de U.S. Navy voor operaties vanaf vliegdekschepen. Het kwam meer dan 10 jaar na het vorige, de XF7B-1 (Model 273) van 1933, dat niet in serie werd vervaardigd. Datzelfde lot onderging de XF8B-1.

## Geschiedenis
Boeing kreeg in april 1943 een contract voor drie testexemplaren van het nieuwe model, ontworpen rond de nieuwe, krachtige Pratt & Whitney R-4360 radiaalmotor met 28 cilinders en een vermogen van rond de 3.000 pK. Het nieuwe toestel moest verschillende opdrachten aankunnen: onderschepper, escortjager over grote afstanden, duikbommenwerper en torpedobommenwerper.   Het werd een zwaarbewapend toestel, uitgerust met kanonnen of machinegeweren in de vleugels, plus bommen in een intern bommenruim en twee ophangpunten onder de vleugels voor extra bommen of brandstoftanks. De buitenste secties van de vleugels konden omhooggevouwd worden. Het landingsgestel werd ingetrokken in de vleugels. De motor dreef twee driebladige, contraroterende propellers aan.
Boeing was op dat moment volop bezig met de productie van de B-17 Flying Fortress en B-29 Superfortress bommenwerpers en daardoor liep het nieuwe programma vertraging op. Het eerste testexemplaar vloog voor het eerst op 27 november 1944. Hoewel de XF8B-1 een eenpersoonstoestel was, was er voor het testprogramma een tweede zitplaats voor een boordingenieur geïnstalleerd achter de piloot. De ruime cockpit was hiervoor groot genoeg.
Het tweede exemplaar werd, zonder motor, op 31 januari 1945 uitgerold. Bij taxitests op hoge snelheid steeg het op 13 februari onverwachts op en bij de landing bleek het landingsgestel niet volledig uitgeklapt. De propellers raakten de landingsbaan en het toestel gleed ongeveer 300 m door vooraleer het tot stilstand kwam. Het bleek later dat het incident te wijten was aan een schakelaar in het landingsgestelcircuit, die zodanig gevoelig was dat de piloot zonder het te weten het mechanisme voor het intrekken of uitklappen van het landingsgestel kon in werking stellen.
De XF8B werd in 1945 en 1946 grondig getest door de US Navy, met overwegend gunstig resultaat. In 1946 werd het tweede prototype overgedragen aan de USAAF, die het evalueerde en concludeerde dat er geen plaats was voor de XF8B in haar inventaris. Het einde van de Tweede Wereldoorlog, de prioriteit die Boeing gaf aan strategische bommenwerpers en grote transportvliegtuigen, en de komst van nieuwe straaljagers, betekenden het einde van het project. De US Navy zag ook geen rol meer weggelegd voor de XF8B, zodat er geen bestelling voor een serieproductie kwam. Het bleef bij de drie prototypes, waarvan het laatste in 1950 werd geschrapt. 